# Euro Domino

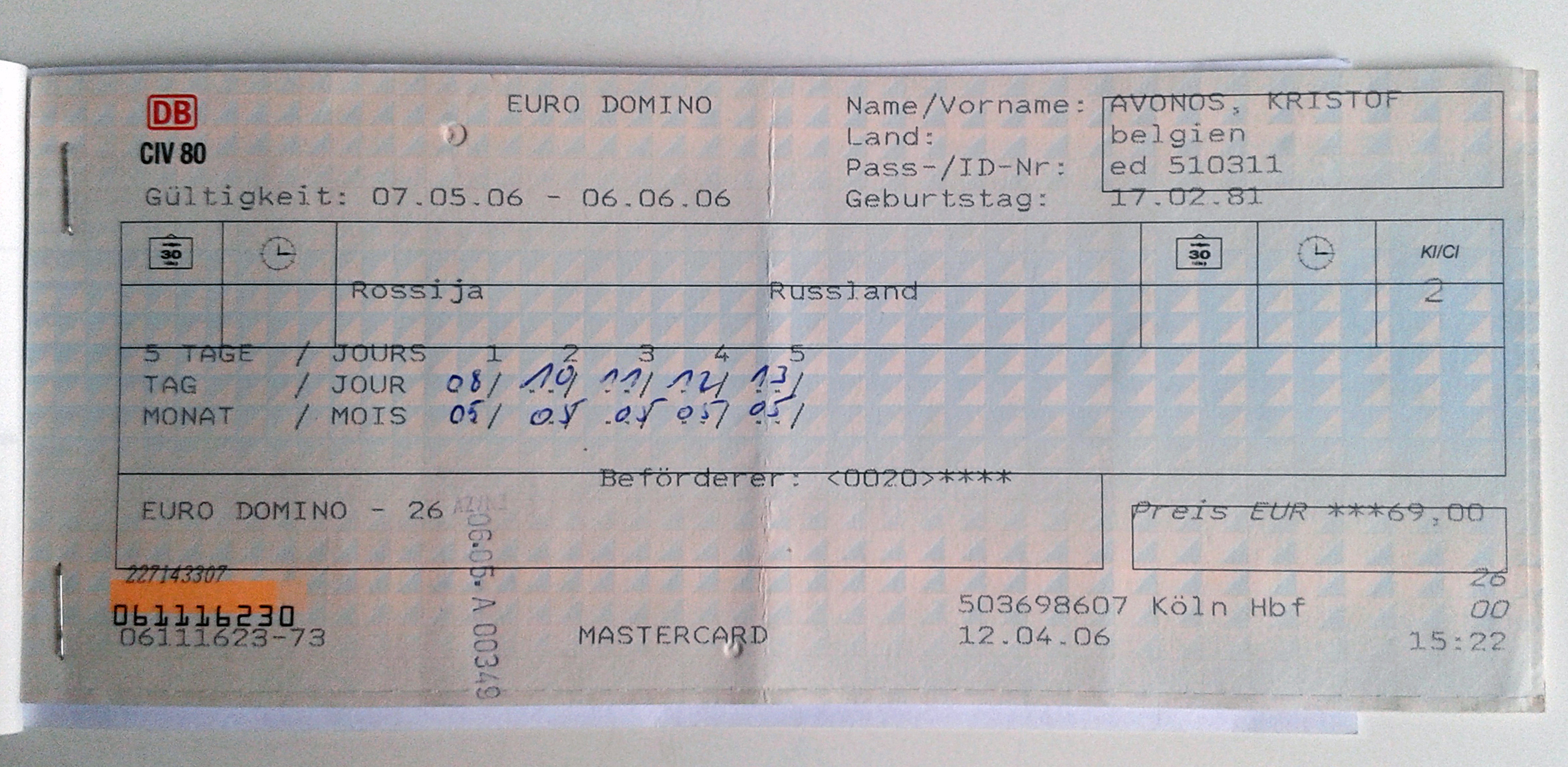
Euro Domino 5 dagen Rusland uitgegeven door DB in Köln-HBF.

Euro Domino was een landenpas die tot 2007 werd aangeboden door vrijwel alle spoorwegmaatschappijen uit Europa, Rusland, Turkije en Marokko waarmee binnen een maand een aantal dagen onbeperkt van alle treinen in het land kon worden gebruikgemaakt. 
De kaart werd rond 1990 geïntroduceerd en was min of meer een vervanging van de passen die de landen tot dan toe zelf uitgaven zoals de DB Touristenkaart in Duitsland. In de eerste jaren was echter de voorwaarde dat ten minste twee landenpassen met elkaar moesten worden gecombineerd en was aanschaf van een pas voor één land niet mogelijk. Later verviel deze beperking. 

## Geldigheid
De Euro Domino had een formule waarbij drie tot acht dagen onbeperkte per trein in het land van keuze kon worden gereisd binnen een maand en kon op elke gewenste dag ingaan en gold tot de vorige dag van de volgende maand. De prijzen waren per land verschillend en hierbij was een klein land goedkoper dan een groot land. Er waren verschillende tarieven voor de leeftijdscategorie 4-12, 12-26, 26-60 en 60 en hoger. Ook waren er 1e klas kaarten te koop echter niet voor de leeftijdscategorie 12-26. 
Er was bij de Euro Domino geen pasfoto nodig en was, in tegenstelling tot de vroegere landenpassen die op karton gedrukt waren, uitgevoerd als een international treinbiljet met een dun papiertje in een omslag geniet. Hierop stond de geldigheid geprint en waren er drie tot acht vakjes waarvan men de datum met blauwe of zwarte pen moest moest invullen als men een dag wilde gaan reizen. De conducteur voorzag dat vakje dan van een stempel. Indien men per nachttrein wilde reizen en deze na 18.00 uur vertrok mocht men het vakje van de volgende dag invullen.    
Met de kaart was geen toeslag verschuldigd in D, IC en EC treinen, dit in tegenstelling tot de Interrail. Wel was er voor bepaalde hogesnelheidstreinen of speciale treinen een toeslag verschuldigd of reserveren verplicht. Voor een ligplaats of couchette was de normale extra prijs verschuldigd maar men spaarde er wel een hotel overnachting mee uit.
In Griekenland en Italië was de kaart behalve voor de trein ook geldig voor veerdiensten van Blue Star Ferries tussen Patras en Igoemenitsa (Griekenland) en Ancona en Bari (Italië). Hiervoor moesten soms wel extra kosten worden betaald voor brandstof, belastingen en voorzieningen in het hoogseizoen. 
Om een Euro Domino te kunnen kopen moest men ten minste 6 maanden in zijn land wonen. Ook was een Euro Domino van het eigen land niet mogelijk. Later kregen de drie tot vijf dagen kaarten een geldigheid binnen veertien dagen in plaats van een maand. 
De Euro Domino was per land verschillend in prijs waarbij het ene grote land veel duurder was dan het andere grote land,
maar ook bij kleine landen waren er aanzienlijke prijsverschillen. Nadat een aantal landen zoals Frankrijk en Spanje na al fors in prijs te zijn verhoogd op het laatst niet meer mee deden werd in 2007 de Euro Domino afgeschaft en min of meer vervangen door de Interrail landenpas.